# Leptodermis diffusa
Leptodermis diffusa är en måreväxtart som beskrevs av Alexander Feodorowicz Batalin. Leptodermis diffusa ingår i släktet Leptodermis och familjen måreväxter.

## Underarter
Arten delas in i följande underarter:
- L. d. diffusa
- L. d. umbellata